# James Kitching
James William Kitching (6 février 1922 - 24 décembre 2003 ) était un paléontologue sud-africain spécialiste des vertébrés, et considéré comme l'un des plus grands découvreurs de fossiles au monde.

## Jeunesse et débuts
Son initiation aux fossiles et à la collection a commencé à l'âge de six ans, lorsqu'il parcourait la campagne autour de Nieu-Bethesda, où il a grandi, pour trouver des spécimens pour Robert Broom. Un an plus tard, il découvre le spécimen type de Youngopsis kitchingi. Ce fossile représentait la première de nombreuses nouvelles espèces qu'il présenta à la science dans les années suivantes. Lorsque l'Université du Witwatersrand crée l'Institut Bernard Price pour la recherche paléontologique, il est nommé premier membre du personnel le 26 octobre 1945 et mandaté pour collecter des fossiles du Karoo. Son premier voyage de collecte fut dans le quartier de Graaff-Reinet où il avait passé sa jeunesse avec ses frères Ben et Scheepers.

## Carrière

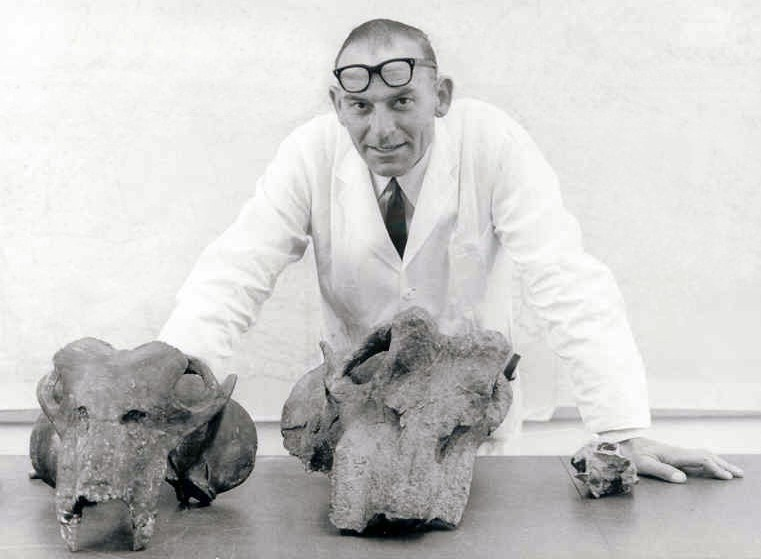
James Kitching avec des fossiles de Lystrosaurus.

Son travail dans l'hémisphère sud, y compris l'Antarctique, a conduit à la création de l'une des plus belles collections de fossiles au monde, hébergée à l'Institut Bernard Price pour la recherche paléontologique (BPI) à Johannesbourg. Il a grandement contribué à la paléontologie du Karoo en Afrique australe et au Gondwana, et était une autorité sur les relations stratigraphiques et distributionnelles des reptiles permo-triasiques d'Afrique du Sud. Il a publié plus de cinquante articles et livres sur diverses facettes de la paléontologie. Sa contribution substantielle à la paléontologie du Karoo de l'Afrique australe et du Gondwana lui a valu une reconnaissance internationale.
Kitching a également étudié les mammifères du Pléistocène. À cet égard, il a fouillé et recherché des fossiles de plusieurs sites de grottes, le plus notable étant la grotte des foyers et la chaux de Makapansgat où il a découvert le spécimen type de ce que le professeur Raymond Dart a décrit comme une nouvelle espèce de "l'homme singe" Australopithecus, A. prometheus en 1947. Celui-ci est maintenant considéré comme un synonyme de l'espèce type, A. africanus, que Dart a décrite en 1925. Avec le professeur Raymond Dart, il a entrepris des recherches taphonomiques pionnières sur les accumulations osseuses à Makapansgat. Ces projets consistaient à passer du temps aux Pays-Bas, en Belgique et en France pour étudier les faunes de mammifères paléolithiques ; il a également été impliqué dans l'analyse des fossiles de Pinhole Cave en Angleterre.
Bien qu'il n'ait pas eu de formation universitaire standard de premier cycle, il a été autorisé par le Sénat de l'Université du Witwatersrand à s'inscrire à une maîtrise ès sciences. Pour ses recherches sur les fossiles du Karoo, achevées en 1972, il obtient un doctorat. Après avoir affiné la biostratigraphie des roches du groupe de Beaufort en Afrique du Sud, il a lancé un important projet de collecte dans les roches triasiques et jurassiques des formations d'Elliot et de Clarens en Afrique du Sud, et a également publié le premier schéma biostratigraphique pour ces unités lithologiques.
En 1977, James Kitching a récupéré sept œufs de Massospondylus qui avaient été exposés lors d'opérations de construction de routes dans le parc national des Golden Gate Highlands en Afrique du Sud. En janvier 2000, le professeur Robert Reisz de l'Université de Toronto à Mississauga au Canada était en visite de recherche en Afrique du Sud et a emprunté les œufs fossiles pour les ramener au Canada. Diane Scott depuis son laboratoire a effectué la préparation difficile sous un microscope à fort grossissement. Hans Sues, un paléontologue du Smithsonian qui a aidé à analyser les œufs vieux de 190 millions d'années - les plus anciens d'un animal vertébré jamais découverts - a confirmé que Kitching avait raison dans son identification des œufs. Les embryons sont si bien conservés qu'ils ont fourni des informations remarquables sur la biologie et le comportement des dinosaures. Ils sont la plus ancienne preuve de soins parmi les dinosaures dans la mesure où les dents non développées des animaux suggèrent que les nouveau-nés de Massospondylus avaient besoin d'aide pour se nourrir.

## Vie familiale
James W. Kitching a épousé Betty Kitching avec laquelle il a eu un fils et deux filles.

## Prix et distinctions
Au moment de sa retraite à l'âge de 68 ans, en 1990, le professeur James Kitching était lecteur en biostratigraphie ayant travaillé dans le désert du Karoo et également directeur de l'Institut Bernard Price pour la recherche paléontologique. Par la suite, il a été nommé professeur honoraire de recherche à l'Institut, poste qu'il a occupé jusqu'à sa mort. Il a reçu de nombreux prix nationaux et internationaux, dont des doctorats honorifiques de l'UPE et de Wits, le Gold Award de la Zoological Society of South Africa, le Draper Award de la Geological Society of South Africa. Il a été membre honoraire à vie de la Society of Vertebrate Paleontology aux États-Unis, de la Société paléontologique d'Afrique australe, et, plus récemment, il a reçu le prestigieux prix Morris Skinner de la Société de paléontologie des vertébrés,.
Une crête rocheuse proéminente (85° 12′ S, 177° 06′ O) sur le côté ouest du glacier Shackleton, entre le plateau Bennett et le Mont Matador, dans les montagnes Queen Maud en Antarctique, est officiellement nommée "Kitching Ridge" en son honneur,. Invité à se joindre à l'Ohio State University Institute of Polar Studies (1970-1971), groupe géologique opérant notamment dans les montagnes de la Reine Maud dans le cadre du programme de recherche antarctique des États-Unis, lui-même, en compagnie de James (Jim) Collinson, a été la première personne à identifier et à recueillir des fossiles thérapsides (proto-mammifères) dans ces régions, contemporains du genre Lystrosaurus, confirmant ainsi l'ancien lien continental entre l'Afrique australe et l'Antarctique.